# 細鱗麗竺鯛
細鱗天竺鯛，為輻鰭魚綱鈎頭魚目天竺鯛科的其中一個種。

## 分布
本魚分布於紅海海域。

## 深度
水深0至2公尺。

## 特徵
本魚體延長而側扁，眼大，口大略下位。魚體呈鮮紅色，體被排列整齊的小櫛鱗，側線明顯，尾鰭略凹，第一背鰭具一大黑斑，體長可達18公分。

## 生態
本魚棲息礁石區域，白天躲藏洞穴中，夜間出來覓食，屬肉食性，以多毛類或其它底棲甲殼類為食。繁殖期時，雄魚具有口孵習性，卵約7日化成仔魚，由雄魚吐出，具短暫的仔魚飄浮期。

## 經濟利用
不具任何經濟價值。